# 尾関昌也
尾関 昌也（おぜき まさや）日本の音楽家、作詞家、作曲家。

## 人物・来歴
1979年に兄の尾関裕司と兄弟デュオeyes（アイズ）を結成。同時期からアイドル歌手を中心に作詞・作曲を提供している。
1989年（平成元年）には、自ら作曲を担当したWinkの「淋しい熱帯魚」が『第31回日本レコード大賞』及び『第22回全日本有線放送大賞』の各グランプリに輝いた。また同楽曲でWinkは『第40回NHK紅白歌合戦』（第2部）へ初出場を果たしている。
1994年の映画横浜ばっくれ隊では、音楽監督を務めた。

## 主な作品・楽曲
出典：
- Wink
  - 淋しい熱帯魚（作曲）
  - 奇跡のモニュメント（作曲）
- 小川範子
  - 寂しまぎれ（作曲）
- 河合奈保子
  - 木枯らしの乙女たち（作詞）
- 工藤静香
  - Jaguar Line（作曲）
- 郷ひろみ
  - あどけなくCRAZY（作曲）
  - 爪を噛みたがるJEALOUSY（作曲）
- 酒井法子
  - 放課後のヒロイン（作曲）
- 榊原郁恵
  - 秋風のロンド（作詞）
  - 愛と風のララバイ（作詞）
  - 親友（ともだち）（作詞）
- 椎名へきる
  - 天使は東からやってくる（作曲）
- 少年隊
  - のどもとすぎれば恋も忘れる（作詞・作曲・編曲）
  - What is Love!（作詞・作曲・編曲）
  - 君のいないクリスマス作詞・作曲）
- 田村英里子
  - エスケイプ（作詞）
  - プレゼント（作詞）
  - ガーネット伝説（作詞）
  - プロセス（作詞）
- CHA-CHA
  - いわゆるひとつの誤解デス（作詞・作曲）
  - TRIANGLE LOVERS（作詞・作曲）
- ZOO
  - SHY-SHY-SHINE(作詞・作曲)
- 中西保志
  - 遠くわずかなDISTANCE（作曲）
- 中山美穂
  - 誰かが愛に…（作曲）
  - ゆっくりMy Love （作曲）
  - 忘れなくてもいいじゃない （作曲）
  - Holiday（作曲）
- 堀ちえみ
  - 亜麻色の風（作曲）
- 松田聖子
  - レモンティーとチョコレートパフェ（作曲）
- 水野きみこ
  - 私のモナミ（作詞・作曲）